# 亚历克西·孔坦
亚历克西·孔坦（法語：Alexis Contin，1986年10月19日—），法国男子速度滑冰运动员，2015年世界单程距离速度滑冰锦标赛男子集体出发赛铜牌得主、2016年世界单程距离速度滑冰锦标赛男子集体出发赛铜牌得主、2017年世界单程距离速度滑冰锦标赛男子集体出发赛银牌得主。